# Limmat
El riu Limmat (alemany: Limmat; antigament Lindemagus) és un curt riu, de 140 km de longitud, que discorre pel nord-oest de Suïssa, un dels principals tributaris del riu Aar. El nom del riu es va originar de la contracció del nom dels seus dos afluents, el Linth i el Maag. Aquests dos rius confluïen en la plana del Linth, entre Glaris i Weesen, abans de ser efectuada la correcció i canalització de tots dos cursos fluvials a principis del segle xix.

## Geografia
El riu Limmat naix en els glacials del massís del Tödi, en els Alps de Glarus, rebent el nom Linth fins a la seua desembocadura en el llac de Zuric. Només a partir de la seua eixida del llac, a l'altura de la ciutat de Zúric, se li diu Limmat. En aquesta ciutat el riu rep les aigües del riu Sihl, fluint a continuació en direcció nord-oest per la vall del Limmat (Limmattal). Desemboca en el riu Aar, prop de Gebenstorf, cantó d'Argòvia.
El cabal del riu està regulat per múltiples preses, que són utilitzades al seu torn per a la generació d'energia hidroelèctrica.
Les localitats de més rellevància situades en el seu curs són Glarus, Zúric, Dietikon, Wettingen i Baden.
En les seues ribes es troba el monestir de Fahr (Kloster Fahr), un exclavament del cantó d'Argòvia en territori zuriqués.